# Creede
Creede – miasto w Stanach Zjednoczonych, w stanie Kolorado, siedziba administracyjna hrabstwa Mineral.